# سيندي براون
سيندي براون (بالإنجليزية: Cindy Brown)‏ هي لاعب هوكي الحقل جنوب أفريقية، ولدت في 31 مايو 1985.

## وصلات خارجية
- سيندي براون على موقع الاتحاد الدولي للهوكي (الإنجليزية)
- سيندي براون على موقع اتحاد جنوب إفريقيا للهوكي (الإنجليزية)
- سيندي براون على موقع أوليمبيديا (الإنجليزية)